# Малајница
Малајница је насеље у Србији у општини Неготин у Борском округу. Према попису из 2022. у насељу је било 339 становника (према попису из 2011. било је 481 становника, према попису из 2002. било је 683 становника а према попису из 1991. било је 971 становника).

## Положај села
Малајница је сточарско-ратарско сеоско насеље разбијеног типа удаљено 23 километра северозападно од Неготина. Смештено је на просечно 260 метара надморске висине, на долинским странама реке Замне, десне притоке Дунава. Северна географска ширина насеља је 44° 17’ 43”, источна географска дужина 22° 23’ 08”, а површина атара 1.904 хектара. До овог насеља се може стићи асфалтним путем од Неготина преко Штубика или преко Дупљана.
Село је на обема странама реке Замне а између насеља Јасенице, Штубика, Јабуковца и Дупљана. Куће су растурене по атару и обично су високо по странама коса и њиховим заравњеним теменима.

## Историја
Први пут је уцртано на Лангеровој карти, почетком 18. века, под називом Milaniz. Касније се помиње и 1784. (под називом Milaonacz), 1807. као Malaniza и 1811. као Малашница,а на Вајнгертеновој карти Malaniza. Године 1846. имало је 107, а 1866 – 181 кућу.
У селу и околини се тумачи да је име селу дошло од речи „малај“ што на влашком значи качамак, проја. Прича се да је Малајница постојала „пре 300 и више година“.
Данашње насеље је подељено на три краја (Велико Брдо, Перњеч и Мала) и више група родовских кућа. Од октобра 2006. године организовано је у две месне заједнице – Месна заједница Малајница и Месна заједница Дидићи.
Након Првог светског рата у насељу су живеле следеће породице: Јонашењи (слава Свети Никола), Адамешти (слава Света Петка|Петковица), Никићи (слава Свети Никола), Стојићи (слава Ђурђевдан), Мишићи (слава Свети Никола), Колицоњи (слава Петковица), Никулошоњи (слава Свети Никола), Вујакоњи (слава Петковица), Дидићи (слава св. Никола), Милешћи (слава Петковица), Богоњи (слава св. Никола), Добросавоњи (слава св. Илија), Ђуроњи (слава Свети Никола), Икоњи (слава Свети Никола), Горешти и Стојкоњи (слава Петковица), Пасаринешти или Думитрашкоњи, Степањони, Стојешти, Потамешти и Иромањи (слава Свети Никола), Јоновићи, Драгинешти и Марковићи (слава Мала Госпојина), Моцацешти и Митруешти (слава Петковица), Богданешти (слава Свети Никола), Мађарешти или Станићи (слава Свети Никола), Унгурјани или Пацикићи (слава Свети Никола), Лазоњи (слава Петковица), Цветкоњи (слава Ђурђевдан), Бугарешти (слава Свети Никола), Павоњи (слава Свети Лука), Аврамови или Аврамешти (слава Мала Госпојина) и Кирице (слава Петковица).Сеоска заветина је Спасовдан.
Становништво Малајнице је православно, приликом пописа национално се изјашњава као српско и углавном се бави ратарством и сточарством. Антропогеографским и етнолошким изучавањима сврстано је у влашка насеља.
Године 1921. је имало 183 кућа и 885 житеља, 1948. - 276 кућа и 1.224 становника, а 2002. године 238 кућа и 678 становника. Године 2007. на привременом раду у иностранству (Аустрија, Немачка, Француска, Италија, Словенија) из овог насеља је око 400 становника.
Основна школа почела је са радом 1878. године (дограђена 1934. године). Школске 2006/2007. године имала је 30 ученика.
Земљорадничка задруга у Малајници је основана 1947. године (као земљорадничка набавно-продајна задруга), изградња Дома културе започета 1960. (завршена 1963. године), пут је направљен 1959/1960. (асфалтиран 1975. године), насеље је електрифицирано 1967/1968. године, водовод направљен 1976. године, а телефони у насељу уведени од 1969. до 1979. године (коначно 2000/2001. године).
Изградња цркве у селу почела је 2013. године, а звона на храму „Света Петка” освештани су 2018.
У рејону Дидићи од 2004. постоји црква која делује при Румунској православној цркви, а која је подигнута на имању Бојана Александровића, викара тимочког. Касније је црква претворена у манастир Малајница, а изграђене су још две цркве.

## Порекло становништва
По предању су многи данашњи родови потомци њених оснивача, који су дошли „од Косова“.
Према пореклу ондашње становништво Малајнице са почетка 19. века, може се овако распоредити:
- Косовско-метохијских досељеника има 63 куће.
- Влашких струја има 54 куће.
- Тимочко-браничевских досељеника има 34 куће.
- Моравско-вардарскких досељеника има 6 куће.
- Непознате старине има 6 куће.
- Шопских досељеника има 3 куће.

Овде је 1807. године била Битка на Малајници.

## Демографија
Према последњем попису из 2022. године у Малајници је живело 339 становника што је за 142 мање у односу на 2011. када је на попису било 481 становника. У насељу живи 302 пунолетних становника, а просечна старост становништва износи 54,70 година (51,01 код мушкараца и 57,99 код жена).
Према подацима пописа из 2022. у насељу има 160 домаћинства, а просечан број чланова по домаћинству је 2,12 а према истом попису у насељу има 274 стамбених јединица од којих је 174 насељених.
Становништво у овом насељу веома је нехомогено.
| График промене броја становника током 20. века \| \| |
|                                                      |

| Националност | 1948. | 1953. | 1961. | 1971.        | 1981.        | 1991.      | 2002.      | 2011. | 2022. |
| Срби         |       |       |       | 1.130 99,38% | 1.007 99,50% | 965 99,38% | 364 53,29% |       |       |
| Власи        |       |       |       |              |              |            | 225 32,94% |       |       |
| Румуни       |       |       |       |              |              | 1 0,10%    | 4 0,59%    |       |       |
| Хрвати       |       |       |       |              |              |            | 1 0,14%    |       |       |
| Муслимани    |       |       |       |              |              | 1 0,10%    |            |       |       |
| Југословени  |       |       |       |              |              | 2 0,21%    |            |       |       |
| Остали       |       |       |       | 7 0,62%      | 5 0,49%      | 2 0,21%    | 47 6,88%   |       |       |
| Укупно       | 1.244 | 1.225 | 1.227 | 1.137        | 1.012        | 971        | 683        | —     | —     |

| Етнички састав према попису из 2002.‍ | Етнички састав према попису из 2002.‍ | Етнички састав према попису из 2002.‍ | Етнички састав према попису из 2002.‍ | Етнички састав према попису из 2002.‍ |
| ------------------------------------ | ------------------------------------ | ------------------------------------ | ------------------------------------ | ------------------------------------ |
|                                      |                                      |                                      |                                      |                                      |
| Срби                                 | Срби                                 |                                      | 364                                  | 53,29%                               |
| Власи                                | Власи                                |                                      | 225                                  | 32,94%                               |
| Румуни                               | Румуни                               |                                      | 4                                    | 0,58%                                |
| Хрвати                               | Хрвати                               |                                      | 1                                    | 0,14%                                |
| непознато                            | непознато                            |                                      | 47                                   | 6,88%                                |

| Година пописа     | 1948. | 1953. | 1961. | 1971. | 1981. | 1991. | 2002. |
| ----------------- | ----- | ----- | ----- | ----- | ----- | ----- | ----- |
| Број домаћинстава | 276   | 280   | 295   | 275   | 251   | 222   | 193   |

| Број чланова      | 1  | 2  | 3  | 4  | 5  | 6  | 7 | 8 | 9 | 10 и више | Просек |
| ----------------- | -- | -- | -- | -- | -- | -- | - | - | - | --------- | ------ |
| Број домаћинстава | 27 | 54 | 24 | 17 | 35 | 26 | 4 | 5 | 1 | 0         | 3,54   |

| Пол    | Укупно | Неожењен/Неудата | Ожењен/Удата | Удовац/Удовица | Разведен/Разведена | Непознато |
| ------ | ------ | ---------------- | ------------ | -------------- | ------------------ | --------- |
| Мушки  | 281    | 51               | 191          | 28             | 11                 | 0         |
| Женски | 298    | 21               | 193          | 75             | 9                  | 0         |
| УКУПНО | 579    | 72               | 384          | 103            | 20                 | 0         |

| Пол    | Укупно                    | Пољопривреда, лов и шумарство | Рибарство                            | Вађење руде и камена | Прерађивачка индустрија       |
| ------ | ------------------------- | ----------------------------- | ------------------------------------ | -------------------- | ----------------------------- |
| Мушки  | 213                       | 202                           | 0                                    | 0                    | 3                             |
| Женски | 177                       | 176                           | 0                                    | 0                    | 0                             |
| УКУПНО | 390                       | 378                           | 0                                    | 0                    | 3                             |
| Пол    | Производња и снабдевање   | Грађевинарство                | Трговина                             | Хотели и ресторани   | Саобраћај, складиштење и везе |
| Мушки  | 0                         | 1                             | 2                                    | 0                    | 1                             |
| Женски | 0                         | 0                             | 0                                    | 0                    | 0                             |
| УКУПНО | 0                         | 1                             | 2                                    | 0                    | 1                             |
| Пол    | Финансијско посредовање   | Некретнине                    | Државна управа и одбрана             | Образовање           | Здравствени и социјални рад   |
| Мушки  | 0                         | 0                             | 2                                    | 1                    | 1                             |
| Женски | 0                         | 0                             | 0                                    | 1                    | 0                             |
| УКУПНО | 0                         | 0                             | 2                                    | 2                    | 1                             |
| Пол    | Остале услужне активности | Приватна домаћинства          | Екстериторијалне организације и тела | Непознато            | Непознато                     |
| Мушки  | 0                         | 0                             | 0                                    | 0                    | 0                             |
| Женски | 0                         | 0                             | 0                                    | 0                    | 0                             |
| УКУПНО | 0                         | 0                             | 0                                    | 0                    | 0                             |

Податке о насељима сакупио МИОДРАГ ВЕЛОЈИЋ, дипл. географ
радник Историјског архива Неготин